# 가리온2
《가리온2》는 대한민국의 힙합 그룹 가리온이 2010년 10월 26일 발매한 정규 2집 음반이다. 2004년 정규 1집 Garion 이후로 6년 만에 나온 정규 음반이며 2005년 싱글 《무투 (武鬪)》와 《그 날 이후》를 발매한 후 5년 만에 나온 음악이다. 음반 구성으로는 1CD에 17곡이 수록되어 있으며, 가사집은 수록되어 있지 않다. 2011년 제 8회 한국대중음악상에서 랩/힙합 부분 음반, 랩/힙합 부분 노래(〈영순위〉), 그리고 올해의 음반상을 받았다.

## 배경 및 발매
2010년 10월에 발표된 《가리온2》는 싱글로 나왔던 〈약속의 장소〉와 〈그 날 이후〉를 포함해 2년 전인 2008년까지 거의 모든 곡의 작업을 마친 상태였고, 타이틀 곡인 〈산다는 게〉만 2010년 초에 완성한 것이었다. 특히 〈생명수〉의 경우에는 2004년 경에 작업되어 가리온이 여러 공연에서 부르곤 했다.
가리온은 제이유(J-U)가 탈퇴하기 전에 다 크루의 세븐과 함께 일명 373 프로젝트를 결성하고 같이 작업하던 도중 영화 《박하사탕》을 보면서 2집이 될 음반의 유기적인 구성을 구상했다. 2004년 1월에 낸 1집은 명반이라는 평을 받았으나 대중적으로는 실패했고, 이후로 MC 메타는 생활고 때문에 병원 주차요원으로 일하고 나찰은 대학에 복학해 체육교사가 되기 위한 공부를 했다. 이후 제이유가 가리온에서 탈퇴하고 가리온은 MC 메타, 나찰 2인조로 팀을 편성했다. 1년 반 동안 각자 사정으로 음악을 그만 둔 가리온은 2005년 7월에 타일뮤직과 계약하고 2005년 싱글 《무투 (武鬪)》와 《그 날 이후》를 발매하며 음악 활동을 재개했고, 2005년 늦가을에 두 번째 정규 음반이 발매될 것이라고 발표했다. 그러나 2006년 여름에 타일 뮤직은 보도자료를 통해 소속 가수들의 근황을 알리며 가리온의 2집의 발매시기를 2006년 가을로 늦추었다. 또한 50% 정도의 음반 작업이 완료되었고, 제이유가 팀에서 빠진 이유로 외국 프로듀서의 곡을 받아 작업하고 있으며, 음반의 총 트랙 수를 17곡으로 알렸다. 예정되었던 가리온의 2집은 발매 소식은 늦가을이 지나도 들리지 않았으나, 2006년 11월에 내한한 DJ 미츠 더 비츠(DJ Mitsu the Beats)의 공연에 프라이머리 스쿨과 함께 게스트로 참여한 가리온은 타일 뮤직의 보도자료를 통해 가리온의 정규 2집에 DJ 미츠 더 비츠와 한 곡을 같이 작업했다는 사실과 음반 작업이 막바지에 달했다는 것을 밝혔고, 11월 25일의 공연에서 〈객석〉을 처음으로 선보였다.
2010년 4월 24일 라움실용음악학원에서 열었던 무대에 섰던 가리온은 소속사 타일뮤직이 6월 24일에 보도자료를 배포하며 7월 9일에 열리는 공연 RHBC Sound System vol.2에서 가리온의 공식 무대 복귀 예정을 발표했고 미뤄졌던 정규 2집의 발매를 8월 중순으로 발표했다. 힙합커뮤니티의 컴백 기사에는 이례적으로 200개가 넘는 덧글이 달리며 힙합 커뮤니티에서 큰 반응을 일으켰다. 8월 7일에 트랙리스트를 공개하려던 가리온은 이틀 연기한 8월 9일에 타일 뮤직의 웹사이트를 통해 정규 2집의 트랙리스트를 공개했고, 힙합 커뮤니티에서 큰 기대를 모았다.
넋업샨이 참여한 〈영순위〉는 본래 드렁큰 타이거의 타이거 JK가 피쳐링을 한 것으로 알려졌으나 JK의 하드디스크 문제로 녹음 파일을 분실하는 바람에 콜라보가 무산되었다.

## 구성
〈다만, 가리온〉으로 시작해 〈그리고, 은하에 기도를〉로 끝나는 《가리온2》의 구성은 가리온의 의도에 따라 서사적으로 거꾸로 가는 흐름으로 짜여진다. 〈그리고, 은하에 기도를〉가 과거의 가리온을 표현한다면, 〈다만, 가리온〉이 현재 순수를 잃고 강해진 가리온을 나타낸다. 서로 알지 못하는 두 남자 이야기로 꾸며진 구성은 〈생명수〉부터 트랙리스트를 거꾸로 올라가면서 오염된 이 둘이 저항하거나(MC메타) 수긍해온(나찰) 이야기로 짜여진다. 〈그 날 이후〉에서 사랑하는 사람과 이별한 후 〈술 푼 사슴〉에서의 자괴감을 느끼고, 결국 〈본전치기〉에서 돈을 최우선으로 생각하는 극단적 상황과 맞딱뜨린다. 그 후 〈수라의 노래〉와 〈복마전〉을 통해 마지막 저항을 하다 사라진다. 그 후 꿈으로 돌아가(〈약속의 장소〉) '약속의 장소에서 아이처럼 다시 웃고 만나고 싶다'라고 이야기 하면서 〈다만, 가리온〉으로 끝난다.

## 공연 활동

2010년 12월 26일, 소울컴퍼니쇼 Still a Team에서 공연 중인 가리온. 왼쪽이 MC메타, 오른쪽이 나찰.

2010년 8월 16일~17일에는 EBS 공감 무대 위에서 레게 밴드 소울 스테디 락커즈와 호흡을 맞춰 발표곡인 〈약속의 장소〉등과 2집 수록 예정곡인 〈소리를 더 크게〉, 〈생명수〉등을 불렀다. 이 공연은 10월 8일에 방송되었다. 8월 19일에는 재즈 뮤지션 팻 존의 내한 공연에 참여했고, 28일에는 29일에 스페셜 공연을 갖는 더블케이와 함께 8월의 힙합플레이야 쇼에 헤드라이너로 나서 미발표 신곡들을 부르며 공식적으로 힙합 무대에 복귀했다. 그러나 앨범이 발표되지 않고 있자 기대하던 힙합팬들은 아쉬워했다. 그러던 도중 10월 15일에 가리온은 트위터를 통해 가리온 2집의 발매일을 10월 26일로 밝혔고, 소속사 타일 뮤직은 10월 20일에 정식 보도자료를 배포하며 발매 날짜를 확정지었다.
10월 26일에 2집 《가리온2》를 발매했음에도 가리온의 새 음반 소식에 10월의 아티스트를 이미 선정한 바 있는 힙합플레이야는 가리온을 대신 11월의 아티스트에 선정했다. 가리온은 2집을 발매한 후에도 역시 여러 공연에 참여했는데, 12월 10일에는 DJ 스킵, 소울 스테디 락커스와 함께 2집 발매 기념 단독 공연을 열었다.

## 음악적 성과
한국대중음악 100대 명반에도 오를 정도로 명반이었던 1집 Garion의 영광을 뒤로 하고 가리온이 만든 《가리온2》는 프로듀서인 J.U.가 떠나고 거의 모든 곡에서 다른 프로듀서들을 사용했지만 큰 스타일적인 변화를 꾀하지는 않았다. 유기적인 구성으로 되어있는 이 음반은 10년이 넘는 세월 동안 무너지지 않고 탄탄한 기본기를 바탕으로 굳건한 스타일을 바탕으로 하고 있어 '명불허전'이라는 평가를 받았으나 그와 반대로 일관된 랩 스타일과 전작과 큰 구별점이 없는 것 등은 비판을 받았다. 언더그라운드의 대표 래퍼로 인정받는 MC 메타와 탄탄한 기본기를 지닌 나찰의 작사 능력도 작품에 성과를 더해주었다. 이 둘은 품격있는 작사법으로 주제를 너무 직설적이거나 너무 돌려말하지 않고 적절한 단어들로 포장해 문학적으로 표현한다는 평가를 받았다. 가사적인 부분 외에도 플로우, 라이밍, 리듬감 등에서 비롯된 랩 실력의 진보도 음반을 뒷받침해주는 좋은 무기가 되었다고 호평을 받았다.

## 차트 및 기록적 성과
가리온은 음악 인기 차트에는 높은 순위에 오르지 못했다. 타이틀 곡 〈산다는 게 (Feat. 선미)〉가 멜론 2010년 11월 둘째주 차트 98위에 올랐을 뿐이었다.  《가리온2》은 대신 비평가들의 호평과 매니아들의 전폭적인 지지를 받았다. 원래 월 초에 발표되는 힙합플레이야 이 달의 아티스트에서 힙합플레이야는 이미 가리온이 음반을 발표한 2010년 10월에 비프리가 선정되었던 탓에 대신 11월이 되기도 전인 10월 29일에 가리온을 11월의 아티스트로 선정했다. 이렇게 큰 기대 속에 발표된 《가리온2》는 한국대중음악상과 네티즌 선정위원회가 함께 참여한 2010년 12월 3주 네이버 뮤직 《이 주의 발견》에서 이 주의 음반으로 선정되어 음악적 성과를 인정받았다. 조선일보가 평론가와 음악PD을 대상으로 조사한 설문조사에서는 "음악적 성과에 비해 너무 외면받았"다며 가리온을 2010년 가장 과소평가된 아티스트로 선정하기도 했다. 힙합플레이야의 2010년 CD 판매차트에서는 대중성이 더 강했던 타 힙합 음반들을 제치고 1위에 오르며 관록과 무게감을 인정받았다.
힙합 가수로서 살아가는 이야기를 강렬한 비트와 감각 있는 가사로 풀어내어 평단의 극찬을 받은 가리온은 《가리온2》으로 2011년 열린 제 8회 한국대중음악상에서는 최다 후보인 6개 부문에 이름을 올린 브로콜리 너마저의 뒤를 이어 올해의 음반, 최우수 힙합/랩 음반, 올해의 음악인, 올해의 노래, 최우수 힙합/랩 노래(〈영순위 (Feat. 넋업샨)〉)로 총 5개 부분에 이름을 올렸고, 이어 이 중 올해의 음반, 최우수 힙합/랩 음반, 최우수 힙합/랩 싱글 부분을 수상해 시상식 최다관왕인 3관왕에 올랐다. 예상치 못한 수상을 하게 된 가리온은 스스로도 "대반전이다"라고 수상 소감을 밝혔으며, 힙합을 비롯한 다양한 장르의 음악인들에게 상을 돌렸다. 특히 팝이나 모던 록이 강세를 보이던 한국대중음악상에서 한 번도 올해의 음반상을 수상한 바가 없는 힙합이라는 대중적이지 못한 장르로 수상했다는 점은 예상하지 못했던 일임은 물론 대중음악상이나 힙합 쪽에서도 대단한 성과이며 전환점이라는 평가를 받는다.
흑인음악 전문 사이트들은 《가리온2》에 호평을 아끼지 않았다. 음악전문 사이트 《백비트》(100beat)는 《2010 베스트 국내앨범 톱20》에서 《가리온2》를 2위에 올려놓으며 "이 땅의 모든 힙합 팬과 동료 뮤지션에게 보내는 사랑과 일갈에 대한 방대한 기록", "이렇게 가리온은 또 한 번 한국 힙합의 최전선을 사수한다"라는 극찬을 받았다. 또한 〈영순위 (Feat. 넋업샨)〉은 《2010 베스트 국내싱글 톱10》에서 무려 1위에 뽑히며 2010년의 최고의 곡 중 하나로 기록되었다.
흑인음악 사이트인 《힙합플레이야》에서 회원 투표로 시상하는 Hiphopplaya Awards 2010에서 가리온은 《가리온2》로 Album of The Year 2010(올해의 음반)을 36.08 %라는 압도적인 지지율로 수상했다. Album of The Year 2010 2위 수상 음반은 14.88 %의 득표를 받은 마이노스 인 뉴올의 HUMANOID / HYPNOTICA였다. 또한 이 어워드에서 Single of The Year 2010(올해의 노래/싱글)후보에 《가리온2》 수록곡 중 4곡을 올려놓은 가리온은 이 중 한국대중음악상 최우수 힙합/랩 싱글상을 수상했던 〈영순위 (Feat. 넋업샨)〉으로 다시 한 번 수상했고, 득표율은 13.26 %로 2위 슈프림팀의 〈땡땡땡〉의 9.21 %를 훨씬 뛰어넘은 수치였다. 또한 6위에도 〈판게아 (Feat. P-Type)〉을 올려놓으며 한국 힙합팬들의 절대적인 지지를 받았다.
《웹진가슴》의 2010 가슴어워드에서도 최우수 음반 30개 안에 뽑혔고, 흑인음악 전문 사이트 《리드머》의 필진들과 전문가들이 집계에 시상하는 《리드머 어워드》에서 최우수 랩·힙합 앨범상을 수상하며 힙합계 평단에서도 압도적인 지지를 얻었다. 2011년 12월 15일에는 네이버 뮤직이 선정하는 《2011 베스트 국내앨범》에서 이승열의 Why We Fail과 함께 《올해의 국내앨범》 공동 1위를 차지하며 음반 발매한지 1년 뒤에도 변함없는 호평을 받았다.

## 수록곡
| #             | 제목                                 | 작곡                           | 재생 시간 |
| ------------- | ------------------------------------ | ------------------------------ | --------- |
| 1.            | 〈다만, 가리온〉                     | The Quiett                     | 2:57      |
| 2.            | 〈약속의 장소〉                      | Muneshine                      | 4:06      |
| 3.            | 〈산다는 게〉 (Feat. 선미)           | KEEPROOTS                      | 4:00      |
| 4.            | 〈복마전〉                           | Dok2                           | 4:05      |
| 5.            | 〈객석〉 (Feat. 샛별)                | DJ Mitsu The Beats             | 5:11      |
| 6.            | 〈수라의 노래〉                      | Symbolic One                   | 4:41      |
| 7.            | 〈본전치기〉                         | Nuol                           | 4:08      |
| 8.            | 〈영순위〉 (Feat. 넋업샨)            | KEEPROOTS                      | 4:17      |
| 9.            | 〈판게아〉 (Feat. P-Type)            | DJ Soulscape                   | 3:51      |
| 10.           | 〈술 푼 사슴〉                       | Jin醉                          | 3:09      |
| 11.           | 〈그 날 이후〉 (Feat. 채영)          | 장범용 For Power Flower        | 3:45      |
| 12.           | 〈나는 소망한다〉                    | J.Rawls                        | 3:37      |
| 13.           | 〈불가사리〉                         | Fascinating a.k.a MC 성천      | 4:07      |
| 14.           | 〈생명수〉                           | Primary                        | 3:56      |
| 15.           | 〈소리를 더 크게〉 (Feat. Sean2slow) | Xperienced 1 (DMP NEW ZEALAND) | 4:37      |
| 16.           | 〈12월 16일〉 (Feat. Lucy)           | JWE (DMP NEW ZEALAND)          | 4:10      |
| 17.           | 〈그리고, 은하에 기도를〉            | J.Rawls                        | 4:16      |
| 총 재생 시간: | 총 재생 시간:                        | 총 재생 시간:                  | 1:08:53   |